# Arachidonsav
Az arachidonsav négyszeresen telítetlen ω-6-os zsírsav. Esszenciális zsírsavnak tekintjük, mivel a szervezet csak más esszenciális zsírsavakból (linolsavból és linolénsavból) tudja előállítani. Az F-vitamint alkotó három zsírsav egyike (a linolsav és linolénsav mellett).
Az arachidonsav az eikozatetraénsavak egyike. Eikoza görögül huszat jelent, a tetraén pedig a négy kettős kötésre utal, melyek mindegyike cisz-helyzetű.

## Hatása
| \| Élelmiszer \| Mennyiség mg/100 g \| \| ---------------------------- \| ------------------ \| \| Sertészsír \| 1700 \| \| Sertésmáj \| 870 \| \| Tojásfehérje \| 297 \| \| Májas \| 230 \| \| Sertés combhús \| 120 \| \| Baromfihús \| 112 \| \| Marhahús \| 70 \| \| Borjúhús \| 53 \| \| Camember sajt \| 34 \| \| Tehéntej (3,5% zsírtartalmú) \| 4 \| |                    |
| Élelmiszer | Mennyiség mg/100 g |
| Sertészsír | 1700               |
| Sertésmáj | 870                |
| Tojásfehérje | 297                |
| Májas | 230                |
| Sertés combhús | 120                |
| Baromfihús | 112                |
| Marhahús | 70                 |
| Borjúhús | 53                 |
| Camember sajt | 34                 |
| Tehéntej (3,5% zsírtartalmú) | 4                  |

Az arachidonsav származékainak összetett, gyakran egymással ellentétes hatásuk van:
- elősegítik a gyulladásos folyamatok kialakulását (pl. ízületi gyulladás)
- hatnak az erek simaizmaira (a prosztaglandin E2 pl. értágító, a tromboxán A2 érösszehúzó hatású)
- csökkentik a gyomorsavtermelést, károsíthatják a gyomor nyálkahártyáját.

Az arachidonsav szerepet játszik az anandamid anyagcseréjében is.

## Fizikai/kémiai tulajdonságok
Színtelen viszkózus olaj. Vízben gyakorlatilag oldhatatlan, etanolban oldódik. LD50-érték egérben intravénásan: 39,2 mg/tskg.

## Előfordulás az emberi szervezetben

A foszfolipidek általános felépítése. Az arachidonsav az R^{2}-vel jelölt szénhidrogénlánc és a vele szomszédos szénatom helyén fordul elő. A függőleges fehér sáv a glicerin.

Az arachidonsav megtalálható a májban, agyban, zsírokban, mirigyekben. A sejtmembránok alkotórésze. Szinte kizárólag glicerofoszfolipidek 2-acil pozíciójában, észterifikálva fordul elő. A spontán felszabaduló arachidonsav szinte azonnal újra észterifikálódik.
Az arachidonsav szabaddá válásának két módja van. Az egyik, amikor a foszfolipáz A2(en) (PLA2) izoenzimek hatására, emelkedett Ca2+ koncentráció mellett hidrolízissel felszabadul a foszfolipidekből. A másik út a foszfolipáz C(en) és diacil-glicerol-lipáz(en) enzim hatására történik, és elsősorban a vérlemezkékben fordul elő.
A felszabadult arachidonsav sorsa háromféle lehet:
- kikerülhet a sejtből
- észterifikálódhat koenzim-A-val, és a keletkezett arachidonil-CoA újra beépül a foszfolipidekbe
- oxidálódhat.

Az oxidáció három úton mehet végbe:
| Enzimek                        | Keletkező vegyületek                                       | Példa                                                                                 | Példa                            |
| ------------------------------ | ---------------------------------------------------------- | ------------------------------------------------------------------------------------- | -------------------------------- |
| ciklooxigenázok(en)            | prosztaglandinok(en) tromboxánok(en)                       | Példa prosztaglandinra: prosztaglandin E2.                                            | Példa tromboxánra: tromboxán B2. |
| lipoxigenázok(en)              | leukotriének(en) hidroperoxi- és hidroxieikozatetraénsavak |                                                                                       |                                  |
| citokróm-P450(en) epoxigenázok | epoxieikozatriénsavak(en) epoxieikozatetraénsavak          | Epoxieikozatriénsav. Az arachidonsav ω-6-os kettős kötése oxidálódott epoxicsoporttá. |                                  |

A prosztaglandinok ciklopentán, a tromboxánok oxán, az epoxieikozatetraénsavak etilén-oxid gyűrűt tartalmaznak.
Az arachidonsavnak más oxidációs termékei is vannak: lipoxinok(en), hepoxillinek(en), trioxillinek. Ezeket a közelmúltban fedezték fel, és még aktív kutatás tárgyai.